# Phorotrophus schoutedeni
Phorotrophus schoutedeni là một loài tò vò trong họ Ichneumonidae.